# Прайс, Мик
Мик Прайс (англ. Mick Price, род. 2 июня 1966 года) — английский бывший профессиональный игрок в снукер. Прайс наиболее известен как соперник Ронни О'Салливана на чемпионате мира 1997 года, когда О'Салливан сделал самый быстрый максимальный брейк за всю историю игры. Тот матч Мик в итоге проиграл со счётом 6-10. Также Прайс играл в финальных стадиях чемпионатов мира 1992 и 1996 годов, причём в 1992-м он в 1/16 обыграл Денниса Тейлора 10-6. Наивысшего рейтинга Мик Прайс достиг в сезоне 1995/96 годов, когда значился 21-м в рейтинге.
После ухода из профессионального снукера Прайс стал работником связи в колледже Arthur Rank Training Colledge в городе Кенилуорс.